# Deutschmeister-Jubiläums-Marsch
Der Deutschmeister-Jubiläums-Marsch ist ein Marsch von Johann Strauss Sohn (op. 470). Das Werk wurde am 9. September 1896 im Wiener Prater erstmals aufgeführt.

## Einzelnachweis
1. ↑  Quelle: Englische Version des Booklets (Seite 64) in der 52 CDs umfassenden Gesamtausgabe der Orchesterwerke von Johann Strauß (Sohn) (Hrsg.): Naxos (Label). Das Werk ist als erster Titel auf der 23. CD zu hören.